# Thaban'a Mahlanya Community
Thaban'a Mahlanya Community är en kommun (community council) i Lesotho.   Den ligger i distriktet Thaba-Tseka, i den centrala delen av landet, 110 km öster om huvudstaden Maseru.
Den består av 39 byar, varav den största, Mohlakeng, hade 1 384 invånare vid folkräkningen 2006.
Ett kallt stäppklimat råder i trakten. Årsmedeltemperaturen i trakten är 16 °C. Den varmaste månaden är januari, då medeltemperaturen är 22 °C, och den kallaste är juli, med 8 °C. Genomsnittlig årsnederbörd är 916 millimeter. Den regnigaste månaden är december, med i genomsnitt 158 mm nederbörd, och den torraste är juli, med 10 mm nederbörd.